# Pozzuolo del Friuli
Pozzuolo del Friuli es una localidad y comune italiana de la provincia de Údine, región de Friul-Venecia Julia, con 6.937 habitantes.

## Evolución demográfica
| Gráfica de evolución demográfica de Pozzuolo del Friuli entre 1861 y 2001 |
|                                                                           |
| Fuente ISTAT - elaboración gráfica de Wikipedia                           |

Observación: En la ampliación del mapa de ubicación de Pozzuolo del Friuli está mal indicada la ubicación. Esto sucede con todas las ciudades Italianas.